# ساتيش كاوشيك
ساتيش كاوشيك هو كاتب سيناريو ومخرج وممثل هندي، ولد في 13 أبريل 1956 في الهند. من الجوائز التي نالها جوائز فيلم فير وجائزة فيلم فير لأفضل أداء كوميدي ‏.

## أعمال

### أفلام
- (2005) العيون
- (2010) سنجتمع سنلتقي

## جوائز
- جوائز فيلم فير
- جائزة فيلم فير لأفضل أداء كوميدي [الإنجليزية]‏

## وصلات خارجية
- ساتيش كاوشيك على موقع IMDb (الإنجليزية)
- ساتيش كاوشيك على موقع ألو سيني (الفرنسية)
- ساتيش كاوشيك على موقع أول موفي (الإنجليزية)
- ساتيش كاوشيك على موقع قاعدة بيانات الفيلم (الإنجليزية)
- ساتيش كاوشيك على موقع كينوبويسك (الروسية)